# Di4ri
Di4ri és una sèrie de televisió italiana de drama adolescent produïda per Netflix i estrenada el 18 de maig del 2022.

## Sinopsi
Ambientada a l'illa italiana d'Ischia, concretament al municipi de Marina Piccola, conta la història d'un grup d'adolescents que van a la classe de 2n D de l'escola secundària local. Cada episodi és narrat per un dels protagonistes, que l'explica del seu punt de vista.

## Elenc

### Principal
- Flavia Leone com a Livia Mancini
- Andrea Arru com a Pietro Maggi
- Liam Nicolosi com a Giulio Paccagnini
- Francesca La Cava com a Arianna Rinaldi
- Sofia Nicolini com a Isabel Diop
- Biagio Venditti com a Daniele Parisi
- Federica Franzellitti com a Mónica Piovani
- Pietro Sparvoli com a Mirko Valenti

### Secundari
- Fortunato Cerlino com a Paolo Agresti
- Fiorenza Tessari com a professora Ferrucci
- Massimo Pio Giunto com a Michele Pastore
- Marta Latino com a Lucia Colasanti
- Lorenzo Nicolò com a Silverio Mancini
- Christelle Arayata com a Carlotta Ferrucci
- Alessandro Laffi com a Matteo
- Santiago Narciso com a Damiano Valenti
- Frederico Cempella com a Nico Guariglia
- Rosella Cellati com a Sra. Parisi
- Valentine Scimè com a Elisa Mancini
- Stella Rotondaro com a professora de matemàtiques
- Gianluigi Calvani com a professor d'anglès
- Alessandro Procoli com a director
- Sara Zenier com a Sra. Maggi
- Luca Scapparone com a Sr. Maggi
- Michelangelo Tommaso com a Sr. Parisi
- Chiara Ricci com a Sra. Mancini
- Yasine Mbaye com a Claire Diop
- Filippo Bianchi com a Denis
- Edoardo Esposito com a Lamberto

## Producció
El rodatge va tenir lloc a l'illa d'Ischia, a l'extrem nord del Golf de Nàpols, durant divuit setmanes, de l'agost al desembre del 2021.

## Estrena
El tràiler oficial de la sèrie es va llançar el 19 d'abril del 2022. La primera temporada va ser publicada el 18 de maig del mateix any.